# 香坂みゆき
香坂 みゆき（こうさか みゆき、1963年2月7日 - ）は、日本の女優、タレント、歌手、元アイドル。身長157cm、神奈川県大和市出身。血液型はAB型。2人姉弟の長女。現在はフリーランス。
以前の所属事務所はキープスマイリング（その前はサンミュージック）。

## 人物・略歴
- 3歳の時、横浜のデパートでモデル事務所にスカウトされ、モデルとしてデビュー[1]。
- 小学生時代は、小学館の学年別学習雑誌の表紙を飾っていた（出生名の「彦坂みゆき」名義）。
- 1975年、人気ラジオ番組『欽ちゃんのドンといってみよう!』がテレビ化された『欽ちゃんのドンとやってみよう!』でマスコットガールとして起用され、茶の間の人気者となる[2][1]。
- 1977年、14歳の時にポリドールから歌手デビュー（それから10年後にフォーライフへ移籍）[1]。デビュー時のキャッチフレーズは「とびだせビーバー14才」[3]。同年10月、NHK総合テレビの音楽番組レッツゴーヤングの番組内グループである「サンデーズ」に追加メンバーの1人として加入。同番組に半年間レギュラー出演した。同期デビューは荒木由美子、榊原郁恵、高田みづえなど。
- 1978年、女優としてテレビドラマにもレギュラー出演するようになる。
- 堀越高等学校卒業。
- 「香坂美幸」「香坂未幸」名義で活動していた時期もある。1980年代には雑誌にてヌードを披露したこともある。
- 1984年、通算17枚目のシングル「ニュアンスしましょ」が資生堂・秋のキャンペーンCMソングに採用されたのを機に、自身最大のヒット曲となった[1]。
- 1987年 ヘアメイクアーティストの足立一也と結婚したが、1990年に離婚。
- 1994年 お笑いタレント（当時）の清水圭と再婚。
- 1997年 長男を出産。
- 2002年 次男を出産。
- 2017年 歌手デビュー40周年を記念して《Miyuki 40th Anniversary LIVE》を10月14日BIRD LAND 六本木で開催。
- 2022年 所属事務所キープスマイリングを退社。フリーランスとなる。
- 2023年 60歳の誕生日を記念して目黒のブルースアレイジャパンにてSWEET 60TH ANNIVERSARY LIVEを4月8日に開催。5月12日に同会場にて全回完売の為、急遽追加公演を開催。
- 2023年5月17日、清水と離婚していたことを発表。二度目の離婚となる[4]。
- 愛らしい顔立ちからビーバーちゃんと呼ばれた[2]。
- 2024年4月よりテレビ東京「なないろ日和!」の金曜日が開始。MCに荒木由美子と共に就任した。

## ディスコグラフィ

### シングル
| #                     | 発売日          | A/B面      | タイトル                   | 作詞         | 作曲                   | 編曲                                     | 規格品番   |
| ポリドール            | ポリドール      | ポリドール | ポリドール                 | ポリドール   | ポリドール             | ポリドール                               | ポリドール |
| --------------------- | --------------- | ---------- | -------------------------- | ------------ | ---------------------- | ---------------------------------------- | ---------- |
| 1                     | 1977年 4月21日  | A面        | 愛の芽ばえ                 | 松本隆       | 穂口雄右               | 穂口雄右                                 | DR-6095    |
| 1                     | 1977年 4月21日  | B面        | 時々 妖精のように          | 松本隆       | 穂口雄右               | 穂口雄右                                 | DR-6095    |
| 2                     | 1977年 8月1日   | A面        | 初恋宣言                   | 松本隆       | 馬飼野康二             | 馬飼野康二                               | DR-6130    |
| 2                     | 1977年 8月1日   | B面        | 青い芽                     | 松本隆       | 穂口雄右               | 穂口雄右                                 | DR-6130    |
| 3                     | 1977年 10月21日 | A面        | 青春舗道                   | 杉山政美     | 都倉俊一               | 都倉俊一                                 | DR-6157    |
| 3                     | 1977年 10月21日 | B面        | マリオネットキューティー   | 杉山政美     | 都倉俊一               | 都倉俊一                                 | DR-6157    |
| 4                     | 1978年 2月1日   | A面        | まわれ恋の風車             | 杉山政美     | 都倉俊一               | 田辺信一                                 | DR-6178    |
| 4                     | 1978年 2月1日   | B面        | 陽だまりの恋               | 杉山政美     | 都倉俊一               | 田辺信一                                 | DR-6178    |
| 5                     | 1978年 5月1日   | A面        | 危険な予感                 | 杉山政美     | 都倉俊一               | 井上鑑                                   | DR-6208    |
| 5                     | 1978年 5月1日   | B面        | ムーンライト急行           | 杉山政美     | 都倉俊一               | 都倉俊一                                 | DR-6208    |
| 6                     | 1978年 8月1日   | A面        | グッバイ・サマー           | 松本隆       | 馬飼野康二             | 馬飼野康二                               | DR-6225    |
| 6                     | 1978年 8月1日   | B面        | たそがれカフェ・テラス     | 中里綴       | 馬飼野康二             | 馬飼野康二                               | DR-6225    |
| 7                     | 1978年 11月1日  | A面        | 愛よおやすみ               | ちあき哲也   | 筒美京平               | 筒美京平                                 | DR-6265    |
| 7                     | 1978年 11月1日  | B面        | 乾杯シンデレラ             | ちあき哲也   | 筒美京平               | 高田弘                                   | DR-6265    |
| 8                     | 1979年 5月1日   | A面        | 愛なき子                   | さいとう大三 | 小杉保夫               | 川上了                                   | DR-6307    |
| 8                     | 1979年 5月1日   | B面        | 黄昏ストリート             | さいとう大三 | 川上了                 | 川上了                                   | DR-6307    |
| 9                     | 1980年 2月1日   | A面        | KIRARI                     | 伊藤薫       | 伊藤薫                 | 佐藤準                                   | DR-6392    |
| 9                     | 1980年 2月1日   | B面        | Falling night falling love | 伊藤薫       | 佐藤準                 | 佐藤準                                   | DR-6392    |
| 10                    | 1980年 12月5日  | A面        | 流れ星                     | 白鳥英美子   | 新田一郎               | 新田一郎                                 | 7DX-1024   |
| 10                    | 1980年 12月5日  | B面        | Green Life                 | 伊藤薫       | 伊藤薫                 | 佐藤準                                   | 7DX-1024   |
| 11                    | 1981年 6月1日   | A面        | 気分をかえて               | 山崎ハコ     | 山崎ハコ               | 大村雅朗                                 | 7DX-1103   |
| 11                    | 1981年 6月1日   | B面        | サマー・ブリーズ           | 阿里そのみ   | 林哲司                 | 林哲司                                   | 7DX-1103   |
| 12                    | 1982年 2月1日   | A面        | 乾いた花                   | 阿木燿子     | 宇崎竜童               | 大村雅朗                                 | 7DX-1155   |
| 12                    | 1982年 2月1日   | B面        | さりげなく何気なく         | 伊藤薫       | 伊藤薫                 | 藤田大土                                 | 7DX-1155   |
| 13                    | 1982年 8月25日  | A面        | レイラ                     | 伊藤薫       | 伊藤薫                 | 藤田大土                                 | 7DX-1188   |
| 13                    | 1982年 8月25日  | B面        | フィーユ (娼婦)            | 伊藤薫       | 伊藤薫                 | 藤田大土                                 | 7DX-1188   |
| 14                    | 1983年 5月1日   | A面        | ル・ジタン                 | 売野雅勇     | 芹澤廣明               | 後藤次利                                 | 7DX-1231   |
| 14                    | 1983年 5月1日   | B面        | Get Back Tokyo             | 伊藤薫       | 伊藤薫                 | 後藤次利                                 | 7DX-1231   |
| 15                    | 1983年 11月1日  | A面        | 東京が好き                 | 水越恵子     | 水越恵子               | 川村栄二                                 | 7DX-1267   |
| 15                    | 1983年 11月1日  | B面        | Game is over               | 伊藤薫       | 伊藤薫                 | 後藤次利                                 | 7DX-1267   |
| 16                    | 1984年 4月1日   | A面        | サヨナラの鐘               | 山崎ハコ     | 山崎ハコ               | 佐藤準                                   | 7DX-1283   |
| 16                    | 1984年 4月1日   | B面        | Tokyo Shadow               | 岩沢律       | 後藤次利               | 後藤次利                                 | 7DX-1283   |
| 17                    | 1984年 8月1日   | A面        | ニュアンスしましょ         | 大貫妙子     | EPO                    | 清水信之                                 | 7DX-1325   |
| 17                    | 1984年 8月1日   | B面        | 言えるあてないI love you   | 神沢礼江     | 佐藤準                 | 佐藤準                                   | 7DX-1325   |
| 18                    | 1985年 2月25日  | A面        | 昨日より抱きしめて         | 松本隆       | 佐藤隆                 | チト河内                                 | 7DX-1355   |
| 18                    | 1985年 2月25日  | B面        | 夢で会えたら               | 前川由佳     | 小林明子               | 新川博                                   | 7DX-1355   |
| 19                    | 1985年 9月1日   | A面        | HORIZON                    | 安藤芳彦     | 村田和人               | センチメンタル・ シティ・ロマンス 西本明 | 7DX-1389   |
| 19                    | 1985年 9月1日   | B面        | 危険な関係                 | 中山恵子     | レイモン・ルフェーブル | レイモン・ルフェーブル                   | 7DX-1389   |
| フォーライフ          |                 |            |                            |              |                        |                                          |            |
| 20                    | 1987年 4月29日  | A面        | 25時の週末                 | 森浩美       | 山梨鐐平               | 白井良明                                 | 7K-257     |
| 20                    | 1987年 4月29日  | B面        | 哀しい恋                   | ものみまむ   | 岡本朗                 | 椎名和夫                                 | 7K-257     |
| 21                    | 1989年 11月21日 | 01         | 神無月にかこまれて         | 井上陽水     | 井上陽水               | 鷺巣詩郎                                 | FLDW-9007  |
| 21                    | 1989年 11月21日 | 02         | THIS IS MY NIGHT TO CRY    | 吉元由美     | 羽田一郎               | 瀬尾一三                                 | FLDW-9007  |
| UNIVERSAL MUSIC JAPAN |                 |            |                            |              |                        |                                          |            |
| 22                    | 2022年 9月14日  | 01         | かもめはかもめ             | 中島みゆき   | 中島みゆき             | 船山基紀                                 | 配信       |
| 22                    | 2022年 9月14日  | 02         | 虹のひと部屋               | 武田全弘     | 瀬尾一三               | 船山基紀                                 | 配信       |
| 23                    | 2024年 2月28日  | 01         | 黄昏とせつなさと           | 吉元由美     | 山川恵津子             | 山川恵津子                               | 配信       |
| 23                    | 2024年 2月28日  | 01         | 風にまかせて               | 香坂みゆき   | 都志見隆               | 山川恵津子                               | 配信       |

### アルバム

#### カバー・アルバム
1. Cantos (カントス) 1（1991年4月21日／FLCW-30096）
2. Cantos (カントス) 2（1991年6月21日／FLCW-30106）
3. Cantos (カントス) 3（1991年8月21日／FLCW-30110）

#### ベスト・アルバム
1. CRY BABY（1982年10月25日／28MX-1108）
2. 香坂みゆき ベスト・セレクション（1984年12月1日／3113-40）
3. 香坂みゆき スーパー・バリュー（2001年12月19日／UPCH-8026）
4. 香坂みゆき ゴールデン☆ベスト シングル・コレクション（2003年11月26日／UICZ-6045）

#### CD-BOX
1. 77-91 ぼくらのベスト 香坂みゆき CD-BOX（2002年11月20日／PCCA-1714）※5枚組

#### ゲスト参加
- 小堺一機 -アルバム「with K」（1995年8月19日／FLCF-3590）小堺とのデュエット曲「さめて見る夢」「今夜だけ少年に帰りたい」2曲収録。
- 太川陽介 - アルバム「時の旅人」（2014年9月24日／VICL-64225）
  - 太川とのデュエット曲「あなたとラブ・レイン」収録。

#### CD化されていない楽曲
- 昨日 今日 明日 - NHK『みんなのうた』（1986年12月 - 1987年1月放送）[6]
  - 作詞・作曲・編曲：クニ河内。 過去に販売されていた『みんなのうた』関連のCDおよびレコードでは別の歌手が歌っている。

### タイアップ曲
| 年     | 楽曲               | タイアップ                            |
| ------ | ------------------ | ------------------------------------- |
| 1983年 | 東京が好き         | TBS系ドラマ「新宿ララバイ」主題歌     |
| 1984年 | ニュアンスしましょ | 資生堂・キャンペーンソング            |
| 1987年 | 25時の週末         | TBS系ドラマ「危機一髪!!嫁・姑」主題歌 |
| 1989年 | 神無月にかこまれて | TBS系「ドラマチック22」主題歌         |

## 出演

### 情報・バラエティ番組
- おはよう!こどもショー（日本テレビ系）
- レッツゴーヤングサンデーズ（NHK総合）
- メロディアタック（1979年、朝日放送制作・テレビ朝日系） - 司会
- 香坂みゆきの週刊デンカ.TV（富山テレビ、石川テレビ、福井放送）
- LaLa女性外来（LaLaTV） - ナビゲーター
- MY JAPAN（朝日ニュースター） - キャスター
- 島田弁護協会（TBS）
- 土曜大好き!830（1995年 - 1996年、関西テレビ制作・フジテレビ系） - 司会
- にんげんマップ（1996年度、NHK総合） - 司会
- いまから出直し英語塾（第1シリーズ、NHK教育）
- はなまるマーケット（TBS）
- ワイド!スクランブル（テレビ朝日系） - 火曜日コメンテーター
- 7スタライブ（テレビ東京） - 司会
- なないろ日和!（テレビ東京） - 司会

### テレビドラマ
- 銭形平次（1978年、フジテレビ）第715話 - 第735話レギュラー・おゆき 役
- あすなろの詩（1978年、日本テレビ） - 宮坂陽子 役
- かくれんぼ (テレビドラマ)1981年、日本テレビ） - 藤倉はるか 役
- 新宿ララバイ（1983年10月 - 12月、CBC）
- パパになりたかった犬（1984年1月9日 - 3月26日、日本テレビ）
- 私鉄沿線97分署 第2話「レオタードに泣け!」（1984年、テレビ朝日・国際放映） - 田口ようこ 役
- カネボウヒューマンスペシャル（日本テレビ）
  - こぶしの花　早春鎮魂歌（1984年2月15日）
  - 小さな小さなあなたを産んで（1999年）
- 金曜日の妻たちへII 男たちよ、元気かい?（1984年、TBS） - 服部桃子 役
- 新大江戸捜査網 第12話「さらば極道情け節」（1984年6月23日、テレビ東京） - お軽 役
- 水曜ドラマスペシャル「遊びの時間は終らない」（1985年9月18日、TBS）
- 花王名人劇場（関西テレビ）
  - 春山課長三十六歳 悪妻弁当に感謝」1985年5月12日）
    - 春山課長三十六歳 日米決戦!? ホームパーティ（1985年12月15日）
    - 春山課長三十六歳 学べ、熟女の監督学（1986年1月26日）

  - 裸の大将放浪記 第44弾 清とベンガラの花嫁」（190年11月18日） - 古木八重子 役
- 火曜サスペンス劇場（日本テレビ）
  - 偽りの心中（1985年5月14日）
  - ハネムーン（1986年6月10日） - 主演
  - サンタクロース殺人事件（1990年12月25日）
  - 京都大原殺人街道（1991年5月28日）
  - 正当防衛（1995年10月3日） - 本木晴美 役
  - 警部補 佃次郎（10）（2000年） - 津川芙美恵 役
- 木曜ゴールデンドラマ「他人家族」（1985年5月30日、よみうりテレビ）
- ハーフポテトな俺たち（1985、日本テレビ） - 松本早苗 役
- 遊びじゃないのよ、この恋は（1986年、TBS） - 山田理恵 役
- 心はロンリー気持ちは「…」III（1986年2月21日、フジテレビ）
  - 心はロンリー気持ちは「…」X（1997年8月29日）
- 遊び上手（1986年4月2日、日本テレビ）
- 太陽にほえろ! 第698話「淋しさの向こう側」（1986年、日本テレビ・東宝） - 香川万里子 役
- 金曜日には花を買って（1986年、TBS） - 戸崎はる菜 役
- ジャングル（1987年、日本テレビ・東宝） - 八坂署・永井七重刑事 役
- 危機一髪!! 嫁・姑（1987年、毎日放送）
- 恋人も濡れる街角 URBAN LOVE STORY（1988年、日本テレビ） - 田坂由紀 役
- 隠密・奥の細道 第2話「芭蕉に迫る暗殺剣」（1988年、テレビ東京）
- 金曜エンタテイメント ミッドナイトドラマシアター「わたしの彼を殺した女」（1988年、フジテレビ） - 主演・岡野サチ 役　※当初は1985年8月放送予定[注 8]。
- 男と女のミステリー → 金曜ドラマシアター（フジテレビ）
  - 闇の殺意（1988年12月8日）
  - 水曜日が怖い（1990年2月2日」
  - 新OL三人旅　十和田・奥入瀬殺人事件（1991年1月18日） - 高沢智美（アパレルメーカーOL） 役
    - 新OL三人旅 飛騨高山湯けむり殺人（1991年11月1日）

  - お久しぶりね! 10年ぶりに再会した甲子園のヒーローはニューハーフになっていた（1992年7月24日）
- 開局30周年記念ドラマSP「ドナウの旅人」（1989年10月1日・2日、テレビ朝日）
- こまらせないで!（1989年、フジテレビ） - 中野秋子 役
- この胸のときめきを（1989年、フジテレビ） - 高村真理 役
- うらぎり（1989年、TBS） - 雅子 役
- 刑事貴族 第1シリーズ 第15話「その時、哀しく女を逮捕した」（1990年、日本テレビ）
- 世にも奇妙な物語 第1シリーズ 第6回『半分こ』（1990年、フジテレビ） - 山岸緑 役
- 水曜グランドロマン「夢を追う女」（1990年8月1日、日本テレビ）
- ドラマチック22「パパイラズ 俺たちはこの子のママじゃない!」（1990年8月11日、TBS）
- 映画みたいな恋したい「ある愛の詩」（1991年1月12日、テレビ東京）
- 火曜ミステリー劇場「西村寿行スペシャル 黄金の犬 襲われた美人母娘!」（1991年4月9日、テレビ朝日）
- ママたちの受験戦争（1991年、フジテレビ）
- 次男次女ひとりっ子物語（1991年、TBS） - 広瀬純子 役
- もっと、ときめきを -ふたりまでの距離-（1992年3月17日、日本テレビ）
- 俺たちルーキーコップ 第9話「大混戦」（1992年、TBS）
- ドラマシティ'92「移り気本気」（1992年7月23日、よみうりテレビ制作）
- 本当にあった怖い話 第18話「整形志願の女」（1992年9月18日、テレビ朝日）
- デパート!秋物語（1992年、TBS・大映テレビ）
- 季節はずれの海岸物語'93秋 愛に微笑みたくて（1993年、フジテレビ）
- 闇から来た少女（1993年10月11日、関西テレビ） - 小夜島香雪 役
- 連続テレビ小説「春よ、来い」（1994年、NHK総合） - 長坂民子 役
- 土曜ワイド劇場 「何でも屋探偵帳1」（1994年、朝日放送）
- Age,35 恋しくて（1996年、フジテレビ） - 大平悠子 役
- ギフト（1997年、フジテレビ） - 戎岡永子 役
- 父帰る（1997年8-9月、NHK総合）
- 35歳・夢の途中（1998年、NHK総合）
- 月曜ドラマスペシャル（TBS）
  - 婦人捜査官・小森友子（1998年）
  - 実演販売人・轟二郎（2000年）
- はなまるマーケット殺人事件（2000年、TBS） - 本人 役
- 編集王（2000年、フジテレビ）
- 時の渚〜衝撃の運命 京都に秘められた禁断の愛（2001年、朝日放送）
- 月曜ミステリー劇場 → 月曜ゴールデン「捜し屋★諸星光介が走る!」（2004年 - 2014年8月11日、TBS） - 諸星彩子 役
- 続・続・最後から二番目の恋 第5話（2025年5月12日、フジテレビ） - 渡辺みか 役[7]

### 映画
- この胸のときめきを（1988年、ケントス・ムービーブラザーズ） - 藤崎アンナ 役
- バカヤロー!2 幸せになりたい。 第4話「女だけトシとるなんて」（1989年） - 町倉光子 役
- 翼の折れたエンジェル （1991年、東宝）
- 獅子王たちの夏（1991年、東映） - 亀井智子 役
- 企業舎弟（1994年）
- 1・2の三四郎 -独立立志編-（1995年） - 小谷雪江 役
- Summer Nude（2003年） - 渡久地真由美 役

### アニメ
- それいけ!アンパンマン 怪傑ナガネギマンとドレミ姫（2003年、日本テレビ） - ドレミ姫 役

### 舞台
- ピーターパン
- ガラスの仮面
- 夜叉ヶ池
- 春燈

### インターネット動画
- つか金フライデーDOUGA　フジテレビ無料動画サイト - 見参楽（みさんが！）（2011年8月26日 - 11月30日 配信）

### ラジオ
- 加藤裕介の横浜ポップJ（ラジオ日本） - 木曜パートナー（2017年10月 - ）
- Harbor Light 23（ラジオ関西）

### CM
- ライオン油脂 ソフランS
- ロッテ 小さな喫茶店（1978年）
- ロッテ ホワイティー
- カンコー学生服（1978年 - 1981年）
- カティーサーク（1984年）
- 資生堂
- 武田薬品工業
- ライオン 手間なしブライト、休足時間、デンター
- ダイエー
- 鈴廣
- エースコック ワンタンメン

### 写真集
- High coup（1985年5月、小学館）